# Michael Greis
Pour les articles homonymes, voir Greis.
Michael Greis, né le 16 août 1976 à Füssen, est un biathlète allemand. Il est triple champion olympique en 2006 et vainqueur de la Coupe du monde l'année suivante.

## Biographie
Faisant ses débuts en Coupe du monde en 2001, Greis s'aligne sur une course olympique dès 2002. Son meilleur résultat y est une 15e place sur le sprint. Durant ce même hiver, il atteint pour la première fois à la fois en relais avec une victoire à Hochfilzen et en individuel avec une deuxième place lors d'un sprint disputé à Ruhpolding.
Greis remporte le petit globe de cristal de l'individuel en 2005, discipline où il gagne sa première course cet hiver en Coupe du monde à San Sicario et fait partie de l'équipe allemande de relais sacrée aux Championnats du monde 2004. 
Après avoir battu le favori Ole Einar Bjørndalen sur l'Individuel puis aidé le relais allemand à obtenir la médaille d'or olympique, Michael Greis enlève le 15 km départ en masse le 15 février 2006, devenant ainsi le premier des trois athlètes à remporter trois titres olympiques lors de ces Jeux. Les Coréens Jin Sun-yu et Ahn Hyun-soo (short track) sont les deux autres.
Greis est désigné sportif allemand de l'année 2006 par les journalistes allemands. Sur cette lancée, il caracole en tête du classement général de la Coupe du monde 2006-2007, malgré le retour au premier plan du Français Raphaël Poirée en fin de saison. Son avance est suffisante pour espérer pouvoir remporter le globe de cristal. Lors de cette saison, il a également complété son palmarès par trois médailles aux Mondiaux d'Antholz-Anterselva dont son premier titre individuel lors du départ en masse, après une médaille d'argent sur l'individuel. En 2008, il enchaîne trois victoires en début d'année, dont deux à Ruhpolding. Ensuite, il remporte le titre de champion du monde de relais mixte avec Sabrina Buchholz, Magdalena Neuner et Andreas Birnbacher. Avec une quatrième victoire cet hiver à la poursuite de Pyeongchang, il obtient son meilleur total de succès sur une saison. L'hiver suivant est similaire pour lui, collectant ses deux dernières victoires en Coupe du monde (onze au total), gagnant l'individuel d'Östersund en ouverture et le sprint de Trondheim, après les Mondiaux, où il est double médaillé de bronze en relais. Il se classe quatrième de la Coupe du monde comme un an plus tôt. 2010 marque sa troisième participation aux Jeux olympiques, qui se conclut sans médaille pour lui, arrivant cinquième de la poursuite et du relais au mieux.
En 2011, il est pour l'ultime fois présent sur des podiums individuels (trois sur 34 au total) et est vice-champion du monde du relais mixte.
Aux Championnats du monde 2012 à Ruhpolding, il monte sur son dernier podium avec la médaille de bronze sur le relais.
Il annonce la fin de a carrière à la fin de l'année 2012. En 2011, il a reçu la Médaille Holmenkollen pour ses succès sportifs.
Après sa carrière sportive, il devient entraîneur et est recruté pour diriger l'équipe américaine en 2018.

## Palmarès

### Jeux olympiques
| Épreuve / Édition                              | Individuel                     | Sprint | Poursuite | Départ en masse                  | Relais                         |
| Jeux olympiques d'hiver de 2002 Salt Lake City | —                              | 15e    | 16e       | Épreuve inexistante à cette date | —                              |
| Jeux olympiques d'hiver de 2006 Turin          | Médaille d'or, Jeux olympiques | 33e    | 8e        | Médaille d'or, Jeux olympiques   | Médaille d'or, Jeux olympiques |
| Jeux olympiques d'hiver de 2010 Vancouver      | 10e                            | 21e    | 5e        | 10e                              | 5e                             |

### Championnats du monde
| Mondiaux \ Épreuve   | Individuel               | Sprint                   | Poursuite                | Départ en masse          | Relais                    | Relais mixte                     |
| 2002 Oslo            | JO Salt Lake City        | JO Salt Lake City        | JO Salt Lake City        | 19e                      | JO Salt Lake City         | Épreuve inexistante à cette date |
| 2003 Khanty-Mansiïsk | —                        | 29e                      | —                        | —                        | —                         | Épreuve inexistante à cette date |
| 2004 Oberhof         | —                        | 5e                       | 9e                       | 21e                      | Médaille d'or, monde      | Épreuve inexistante à cette date |
| 2005 Hochfilzen      | Médaille d'argent, monde | 6e                       | 5e                       | 10e                      | 6e                        | Médaille de bronze, monde        |
| 2006 Pokljuka        | Jeux olympiques de Turin | Jeux olympiques de Turin | Jeux olympiques de Turin | Jeux olympiques de Turin | Jeux olympiques de Turin  | Médaille de bronze, monde        |
| 2007 Antholz         | Médaille d'argent, monde | 19e                      | 12e                      | Médaille d'or, monde     | Médaille de bronze, monde | —                                |
| 2008 Östersund       | 36e                      | —                        | —                        | 13e                      | Médaille de bronze, monde | Médaille d'or, monde             |
| 2009 Pyeongchang     | 19e                      | 7e                       | 13e                      | Abandon                  | Médaille de bronze, monde | Médaille de bronze, monde        |
| 2011 Khanty-Mansiïsk | 7e                       | 9e                       | 11e                      | 20e                      | 7e                        | Médaille d'argent, monde         |
| 2012 Ruhpolding      | 11e                      | 26e                      | 23e                      | —                        | Médaille de bronze, monde | —                                |

Légende :

 : première place, médaille d'or

 : deuxième place, médaille d'argent

 : troisième place, médaille de bronze

 : épreuve inexistante ou absente du programme

— : Michael Greis n'a pas participé à cette épreuve

### Coupe du monde
- 1 gros globe de cristal : 
  - Vainqueur du classement général en 2007.
- 4 petits globes de cristal :
  - Vainqueur du classement de l'individuel en 2005, 2006 et 2009.
  - Vainqueur du classement du sprint en 2007.
- selon l'Union internationale de biathlon, qui inclut les Jeux olympiques et les Championnats du monde :
  - 34 podiums individuels : 11 victoires, 12 deuxièmes places et 11 troisièmes places.
  - 26 podiums en relais : 9 victoires, 7 deuxièmes places et 10 troisièmes places.
  - 4 podiums en relais mixte : 1 victoire, 1 deuxième place et 2 troisièmes places.

#### Classements en Coupe du monde
| Saison    | Classement général final | Sprint | Poursuite | Individuel | Mass start |
| 2000-2001 | 46e                      | 47e    | 33e       | nc         |            |
| 2001-2002 | 17e                      | 9e     | 15e       |            | 34e        |
| 2002-2003 | 26e                      | 23e    | 24e       | 31e        | 23e        |
| 2003-2004 | 13e                      | 11e    | 15e       | 19e        | 11e        |
| 2004-2005 | 9e                       | 8e     | 12e       | 1er        | 14e        |
| 2005-2006 | 10e                      | 13e    | 22e       | 1er        | 19e        |
| 2006-2007 | 1er                      | 1er    | 5e        | 2e         | 7e         |
| 2007-2008 | 4e                       | 4e     | 5e        | 51e        | 4e         |
| 2008-2009 | 4e                       | 4e     | 4e        | 1er        | 26e        |
| 2009-2010 | 13e                      | 10e    | 28e       | 11e        | 18e        |
| 2010-2011 | 6e                       | 5e     | 12e       | 5e         | 11e        |
| 2011-2012 | 40e                      | 38e    | 35e       | 27e        | 43e        |

#### Détail des victoires
| Saison / Épreuve | Individuel  | Sprint             | Poursuite              | Mass start             | Total |
| 2004-2005        | San Sicario |                    |                        |                        | 1     |
| 2005-2006        | Turin (J.O) |                    |                        | Turin (J.O)            | 2     |
| 2006-2007        |             | Hochfilzen         |                        | Antholz (Ch. du monde) | 2     |
| 2007-2008        |             | Ruhpolding Antholz | Ruhpolding Pyeongchang |                        | 4     |
| 2008-2009        | Östersund   | Trondheim          |                        |                        | 2     |
| Total            | 3           | 4                  | 2                      | 2                      | 11    |

### Championnats d'Europe junior
- Médaille d'or du relais en 2001.
- Médaille d'argent de la poursuite en 2001.